# Nanyue (rijk)

De maximale omvang van het koninkrijk Nanyue kwam ongeveer overeen met Lingnan

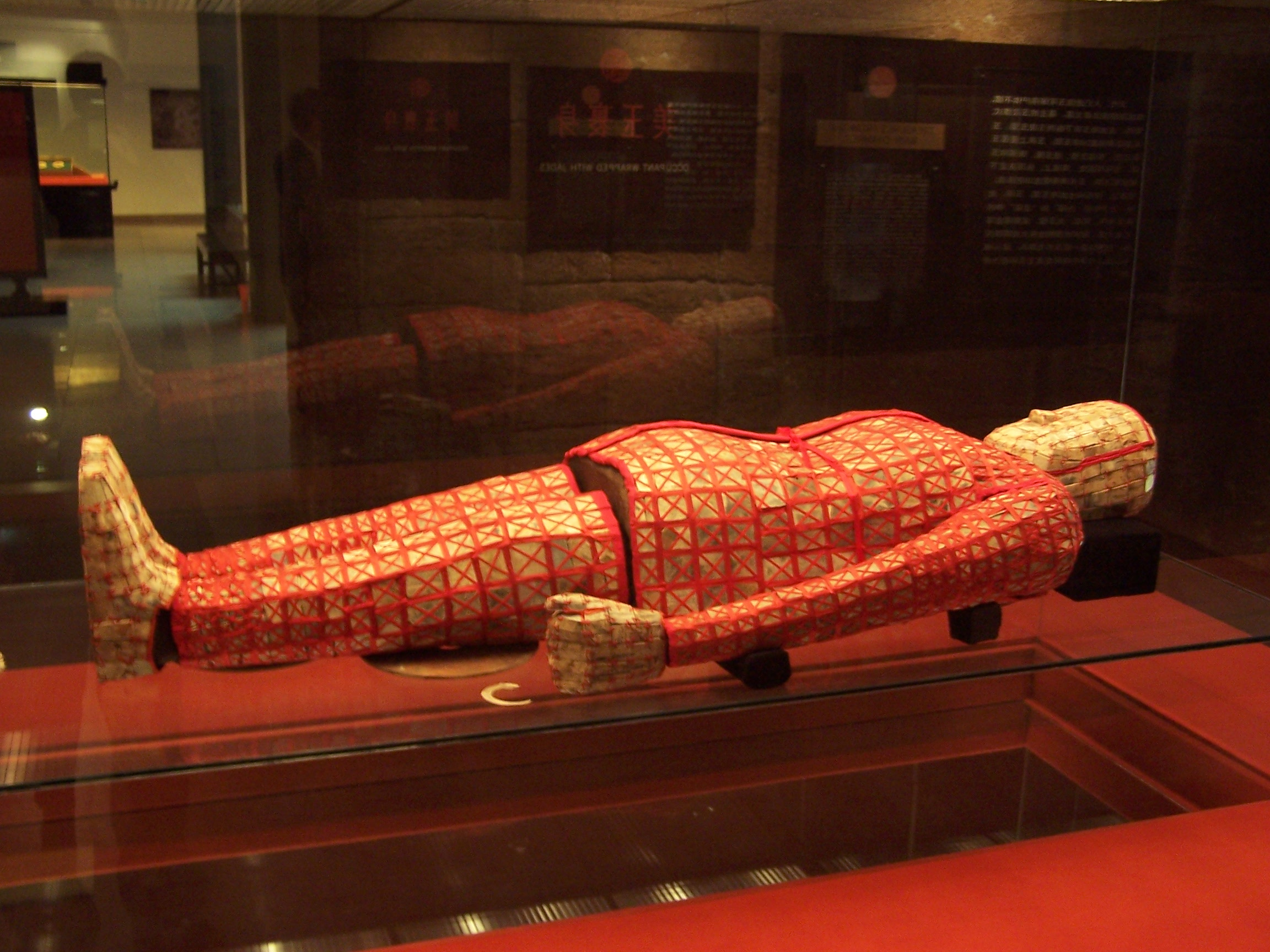
Sarcofaag van Zhao Mo, die regeerde van 137 tot 122 v.Chr.

Nanyue (Chinees: 南嶽; pinyin: Nányuè; Jyutping: Naam⁴-jyut⁶; letterlijk: Zuidelijke Yue); Nam Việt (Vietnamees: Nam Việt) of Namz Yied (Zhuang: Namzyied), was een koninkrijk in de 3e en 2e eeuw v.Chr. geregeerd door Chinese vorsten van de Triệu-dynastie. Het omvatte de moderne Chinese onderverdelingen van Guangdong, Guangxi, Hainan, Hongkong en Macau, alsmede delen van zuidelijk Fujian en noordelijk Vietnam.
De naam "Vietnam" is afgeleid van Nam Việt, de Vietnamese uitspraak van Nanyue. In Vietnam worden de heersers van Nanyue aangeduid als de Triệu-dynastie.

## Geschiedenis
Nanyue werd in 204 v.Chr., na de ineenstorting van de Qin-dynastie, opgericht door Zhao Tuo, de toenmalige bevelhebber van Nanhai van het Qin-keizerrijk. Het koninkrijk bleef 93 jaar bestaan en telde vijf generaties monarchen van 204-111 v.Chr.
In 196 v. Chr. bracht Zhao Tuo een bezoek aan keizer Han Gaozu, en Nanyue werd door de Han-dynastie een "bufferzone", oftewel een vazalstaat, genoemd. Rond 183 v.Chr. verzuurden de betrekkingen tussen de Nanyue en de Han-dynastie en begon Zhao Tuo zichzelf als keizer te zien, wat wees op een gelijke status tussen Nanyue en de Han-dynastie. In 179 v.Chr. verbeterden de betrekkingen tussen de Han en Nanyue, en Zhao Tuo onderwierp zich opnieuw, ditmaal aan Keizer Han Wendi als een onderworpen staat. De onderwerping was enigszins oppervlakkig, want Nanyue behield zijn autonomie ten opzichte van de Han, en Zhao Tuo werd tot aan zijn dood in heel Nanyue "keizer" genoemd. 
In 113 v.Chr. probeerde de leider van de vierde generatie, Zhao Xing, Nanyue formeel op te nemen in het Han-rijk. Zijn eerste minister Lü Jia maakte hiertegen fel bezwaar en doodde Zhao Xing, waardoor zijn oudere broer Zhao Jiande op de troon werd gezet en een confrontatie met de Han-dynastie werd afgedwongen. Het volgende jaar stuurde Keizer Wu van Han 100.000 troepen ten strijde tegen Nanyue. Tegen het einde van het jaar had het leger Nanyue vernietigd en de Han-heerschappij gevestigd.

## Koningen
| Naam   | Vertaling   | Hanyu pinyin | Vietnamees     | Regeerperiode  |
| ------ | ----------- | ------------ | -------------- | -------------- |
| 趙佗   | Zhao Tuo    | Zhào Tuó     | Triệu Đà       | 204-137 v.Chr. |
| 趙眜   | Zhao Mo     | Zhao Mo      | Triệu Mạt      | 137-122 v.Chr. |
| 趙嬰齊 | Zhao Yingqi | Zhào Yīngqí  | Triệu Anh Tề   | 122-113 v.Chr. |
| 趙興   | Zhao Xing   | Zhào Xīng    | Triệu Hưng     | 113-112 v.Chr. |
| 趙建德 | Zhao Jiande | Zhào Jiàndé  | Triệu Kiến Đức | 112-111 v.Chr. |